# CSU Danubius Galați

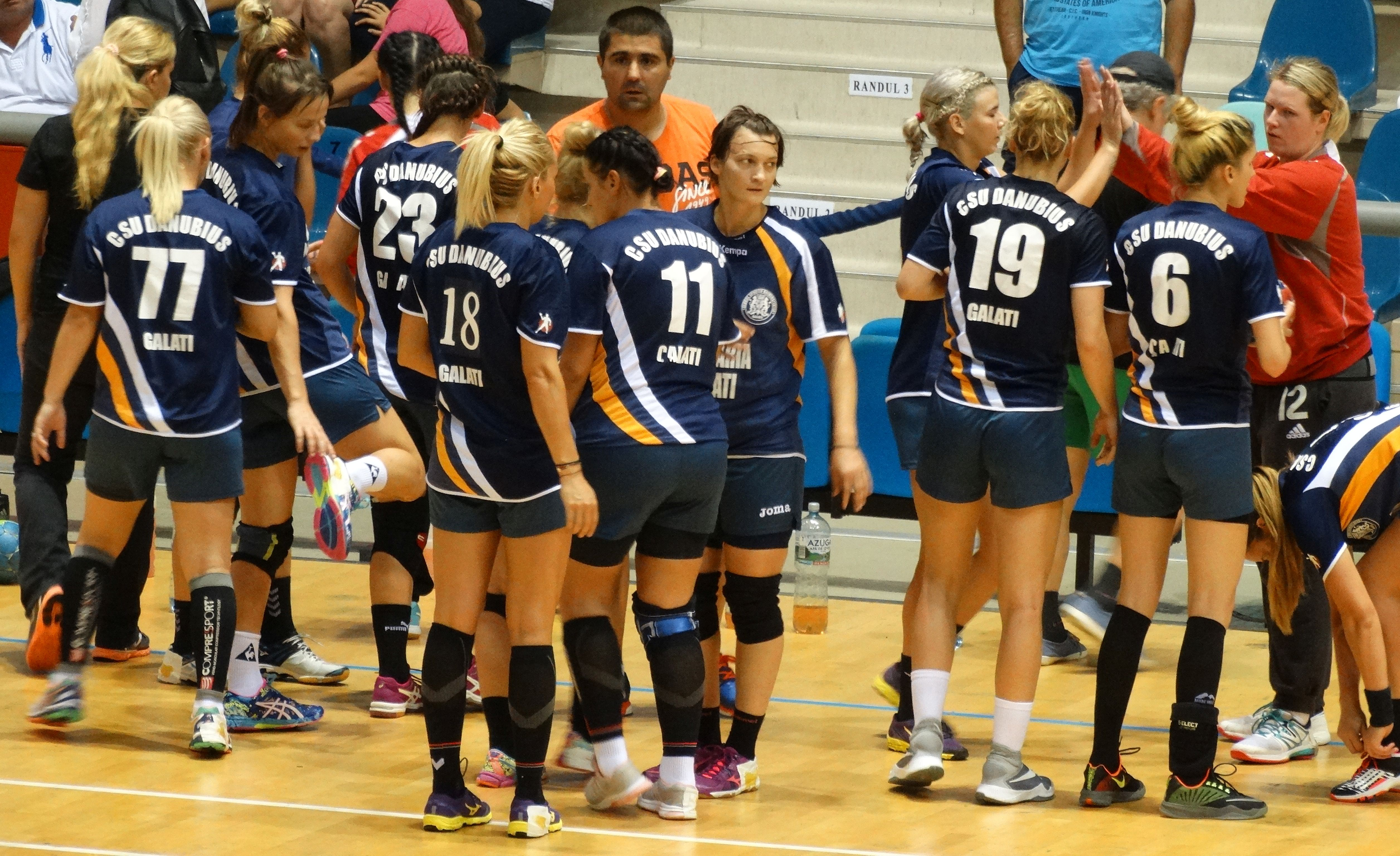
CSU Danubius Galați în momentul unui time-out, într-un meci din 2016 contra SCM Craiova.

CSU Danubius Galați a fost o echipă de handbal feminin din România care a jucat ultima dată în sezonul 2017-2018 al Ligii Naționale.

## Palmares
- Cupa Cupelor:
  - Sfertfinalistă (2): 2000, 2009
  - Turul 3 (2): 2012, 2013

- Cupa EHF:
  - Semifinalistă (2): 1997, 1998
  - Turul 3 (1): 2001

- Cupa Orașelor:
  - Semifinalistă (1): 1999

- Liga Națională:
  -  Locul 3 (3): 1996, 1997, 2008

- Cupa României:
  -  Finalistă (2): 1999, 2011
  -  Locul 3 (5): 1996, 1997, 1998, 2002, 2008

## Meciuri europene
Conform Federației Europene de Handbal și Federației Române de Handbal:
| Sezon   | Competiție    | Fază               | Club                         | Tur   | Retur | Total |
| ------- | ------------- | ------------------ | ---------------------------- | ----- | ----- | ----- |
|         |               |                    |                              |       |       |       |
| 1996-97 | Cupa EHF      | Șaisprezecimi      | HC Hasgovo                   | 31-24 | 37-19 | 68–43 |
| 1996-97 | Cupa EHF      | Optimi             | Volew. Amsterdam             | 24–24 | 29–22 | 53–46 |
| 1996-97 | Cupa EHF      | Sferturi de finală | Debreceni VSC                | 14–17 | 21–17 | 35–34 |
| 1996-97 | Cupa EHF      | Semifinale         | Borussia Dortmund            | 16-26 | 20-19 | 36–45 |
|         |               |                    |                              |       |       |       |
| 1997-98 | Cupa EHF      | Optimi             | Karpati Ujgorod              | 27–16 | 32–26 | 59–42 |
| 1997-98 | Cupa EHF      | Sferturi de finală | ŽRK Juteks Žalec             | 36–22 | 31–24 | 67–46 |
| 1997-98 | Cupa EHF      | Semifinale         | HC ŠCP Banská Bystrica       | 27-17 | 13-31 | 40–48 |
|         |               |                    |                              |       |       |       |
| 1998-99 | Cupa Orașelor | Optimi             | Automobilist Brovari         | 31–28 | 32–34 | 63–62 |
| 1998-99 | Cupa Orașelor | Sferturi de finală | Vasas Budapesta              | 20–21 | 24–20 | 44–41 |
| 1998-99 | Cupa Orașelor | Semifinale         | ŽORK Napredak Kruševac       | 30-27 | 20-24 | 50–51 |
|         |               |                    |                              |       |       |       |
| 1999-00 | Cupa Cupelor  | Șaisprezecimi      | Agrotel Hilendarski Plovdiv  | 28-22 | 24-25 | 50–47 |
| 1999-00 | Cupa Cupelor  | Optimi             | OFN Ionias                   | 31–20 | 27–24 | 58–44 |
| 1999-00 | Cupa Cupelor  | Sferturi de finală | Ikast Bording                | 18–20 | 22–23 | 40–43 |
|         |               |                    |                              |       |       |       |
| 2000-01 | Cupa EHF      | Turul 2            | EOS Siracusa                 | 29-24 | 26-14 | 55–38 |
| 2000-01 | Cupa EHF      | Turul 3            | MKS Montex Lublin            | 15–32 | 25–25 | 40–57 |
|         |               |                    |                              |       |       |       |
| 2008-09 | Cupa Cupelor  | Turul 3            | ŽRK Ljubuški-Lido Osiguranje | 34-14 | 36-12 | 70–26 |
| 2008-09 | Cupa Cupelor  | Optimi             | DVSC Aquaticum (a)           | 29–34 | 29–24 | 58–58 |
| 2008-09 | Cupa Cupelor  | Sferturi de finală | Larvik HK                    | 22–26 | 22–28 | 44–54 |
|         |               |                    |                              |       |       |       |
| 2009-10 | Cupa EHF      | Turul 3            | ŽRK Kikinda                  | 27-28 | 32-37 | 59–65 |
|         |               |                    |                              |       |       |       |
| 2011-12 | Cupa Cupelor  | Turul 2            | KHF Kastrioti                | 45-14 | 39-21 | 84–35 |
| 2011-12 | Cupa Cupelor  | Turul 3            | HC Metalurg Skopje           | 30–25 | 23–29 | 53–54 |
|         |               |                    |                              |       |       |       |
| 2012-13 | Cupa Cupelor  | Turul 3            | Balonmano Bera Bera          | 23-26 | 19-22 | 42–48 |

## Sezoane recente
Conform Federației Române de Handbal și Federației Europene de Handbal:
Până în sezonul 1996-1997 primul eșalon al handbalului românesc s-a numit Categoria A (CA) sau Divizia A (DA) iar al doilea eșalon s-a numit Categoria B (CB) sau Divizia B (DB). Din sezonul 1997-1998 primul eșalon al handbalului românesc s-a numit Liga Națională (LN) iar al doilea eșalon s-a numit Divizia A (DA).
Cupa României s-a desfășurat începând cu sezonul 1977-1978. În sezoanele 1990-1991, 1999-2000, 2000-2001, 2004-2005, 2007-2008, 2008-2009, 2009-2010 și 2011-2012 nu a fost organizată.
Supercupa României s-a desfășurat începând cu sezonul 2006-2007. În sezoanele 2007-2008, 2008-2009, 2009-2010 și 2011-2012 nu a fost organizată.
| Sezon   | Competiție națională | Loc   | Cupa României | Supercupa României | Competiție europeană | Competiție europeană |
| ------- | -------------------- | ----- | ------------- | ------------------ | -------------------- | -------------------- |
| 1986-87 | CB                   | 1     |               |                    |                      |                      |
| 1987-88 | CA                   | 12    |               |                    |                      |                      |
| 1988-89 | CB                   |       |               |                    |                      |                      |
| 1989-90 | CB                   |       |               |                    |                      |                      |
| 1990-91 | CB                   |       |               |                    |                      |                      |
| 1991-92 | CB                   |       |               |                    |                      |                      |
| 1992-93 | DA                   | 2     |               |                    |                      |                      |
| 1993-94 | DA                   | 8     |               |                    |                      |                      |
| 1994-95 | DA                   | 4     |               |                    |                      |                      |
| 1995-96 | DA                   | Bronz | Locul trei    |                    |                      |                      |
| 1996-97 | DA                   | Bronz | Locul trei    |                    | Cupa EHF             | Semifinalistă        |
| 1997-98 | LN                   | 4     | Locul trei    |                    | Cupa EHF             | Semifinalistă        |
| 1998-99 | LN                   | 4     | Finalistă     |                    | Cupa Orașelor        | Semifinalistă        |
| 1999-00 | LN                   | 4     |               |                    | Cupa Cupelor         | Sfertfinalistă       |
| 2000-01 | LN                   | 7     |               |                    | Cupa EHF             | Turul 3              |
| 2001-02 | LN                   | 7     | Locul trei    |                    |                      |                      |

| Sezon   | Competiție națională | Loc   | Cupa României | Supercupa României | Competiție europeană | Competiție europeană |
| ------- | -------------------- | ----- | ------------- | ------------------ | -------------------- | -------------------- |
| 2002-03 | LN                   | 8     |               |                    |                      |                      |
| 2003-04 | LN                   | 12    |               |                    |                      |                      |
| 2004-05 | LN                   | 7     |               |                    |                      |                      |
| 2005-06 | LN                   | 11    |               |                    |                      |                      |
| 2006-07 | LN                   | 9     |               |                    |                      |                      |
| 2007-08 | LN                   | Bronz |               |                    |                      |                      |
| 2008-09 | LN                   | 5     |               |                    | Cupa Cupelor         | Sfertfinalistă       |
| 2009-10 | LN                   | 9     |               |                    | Cupa EHF             | Turul 3              |
| 2010-11 | LN                   | 7     | Finalistă     |                    |                      |                      |
| 2011-12 | LN                   | 5     |               |                    | Cupa Cupelor         | Turul 3              |
| 2012-13 | LN                   | 11    |               |                    | Cupa Cupelor         | Turul 3              |
| 2013-14 | DA                   | 7     |               |                    |                      |                      |
| 2014-15 | DA                   | 5     |               |                    |                      |                      |
| 2015-16 | DA                   | 1     |               |                    |                      |                      |
| 2016-17 | LN                   | 11    |               |                    |                      |                      |
| 2017-18 | LN                   | 12    |               |                    |                      |                      |

## Istoric
Echipa Oțelul Galați, secția de handbal a clubului Oțelul Galați, a promovat în sezonul 1986-1987, în Divizia A, în primul eșalon al handbalului românesc din acea vreme. A rezistat doar un sezon și a retrogradat în al doilea eșalon. În 1992, secția de handbal se separă de clubul Oțelul, apărând HC Oțelul Galați. În 1993 revine pe prima scenă, iar în sezonul 1995-1996 ocupă locul trei în campionat și câștigă medaliile de bronz in Cupei României. Sezonul următor repetă performanța, iar pe plan european, unde evoluează în premieră, după ce elimină pe rând HC Hasgovo, Volew. Amsterdam și Debreceni VSC sunt oprite în semifinalele Cupei EHF de către echipa germană Borussia Dortmund. În 1998 se situează în imediata apropiere a podiumului pe IV și obține bronzul în Cupa României. Parcursul în Cupa EHF ediția 1997-98 este asemănător celui din anul precedent ajungând până în semifinale fiind eliminate de HC ŠCP Banská Bystrica, deși au câștigat pe teren propriu la o diferență de zece goluri. Medaliile de argint din Cupa României sezonul 1998-1999 sunt completate de nou loc IV în Liga Națională. În competițiile intercluburi de data aceasta, Cupa Orașelor, echipa gălățeană a fost eliminată de ŽORK Napredak Kruševac, în semifinală, al treilea sezon consecutiv al cupelor europene în care a atins faza semifinalelor. Al treilea an  consecutiv Oțelul se clasează pe locul IV în campionat iar în Cupa Cupelor ediția 1999-00, se oprește în sferturile de finală, gălățencele fiind eliminate înainte de semifinală, unde ajunseseră în anii anteriori, de reprezentanta handbalului danez Ikast Bording. Sezonul 2000-2001 aduce o clasare pe locul VII iar în Cupa EHF intră direct în Turul 2 pe care îl depășește dar este eliminată în Turul 3 de echipa poloneză MKS Montex Lublin. Sezoanele următoare ocupă poziții în partea de jos a clasamentului Ligii Naționale, având o evoluție oscilantă, fiind nevoită în 2004 și 2006, să participe la turnee de baraj pentru a rămâne pe prima scenă handbalistică. După unsprezece ani, în sezonul 2007-2008, echipa  se situează din nou pe podium, obținând medaliile de bronz în campionat. Anul competițional 2008-2009 Oțelul ocupă locul V în Liga Națională. Bronzul din sezonul precedent le-a rezervat gălățencelor o participare în competițiile europene după opt ani, Cupa Cupelor ediția 2008-09. După ce, în Turul 3, trec de formația bosniacă ŽRK Ljubuški, în optimile de finală au eliminat formația maghiară DVSC Aquaticum. Scorul general a fost 58-58, dar echipa gălățeană s-a calificat în sferturi datorită faptului că a înscris mai multe goluri la Debrețin, partidă terminată 34-29, în returul de la Galați, la începutul căruia s-a ținut un moment de reculegere în memoria handbalistului Marian Cozma, scorul a fost de 29-24 (15-13). În sferturile de finală Oțelul a întâlnit Larvik HK, fiind eliminată cu scorul general 54-44. Sezonul următor se poziționează pe IX și evoluează în Cupa EHF, iar în 2011 ocupă locul VII. De asemenea, dispută finala cupei, obținând medaliile de argint. Performanța din cupă îi permite echipei gălățene revenirea în competițiile internaționale, evoluția din Cupa Cupelor 2011-12 a început în Turul 2, cu elimarea formației KHF Kastrioti, dar în Turul 3 a fost eliminată de o echipă din Skopje, HC Metalurg. Oțelul termină sezonul 2011-2012 pe locul IV. Problemele financiare se acumulează iar în 2012 echipa, aproape de desființare, este preluată de către Handbal Club Danubius Galați. HC Danubius evoluează în sezonul 2012-13 al Cupei Cupelor, unde intră direct în Turul 3, din motive financiare acceptând să joace ambele meciuri în deplasare, le pierde pe amândouă 23-26 și 19-22, cu un scor general de 42-48 fiind eliminată din competiție de Bera Bera din Spania, iar în campionat ocupă locul XI și astfel retrogradează. Formația va juca următoarele trei sezoane Divizia A, al doilea eșalon valoric al handbalului feminin românesc. În 2014, în urma unui parteneriat cu Universitatea Danubius Galați, echipa își schimbă numele în Club Sportiv Universitatea Danubius Galați. La sfârsitul sezonului 2015-2016 Danubius Galați a promovat în Liga Națională. În sezonul 2016-2017 Danubius se poziționează pe locul XI, fiind nevoită a disputa un turneu de baraj a-și păstra locul în Liga Națională și în sezonul 2017-2018. Sezonul următor se clasează pe XII, și pentru al doilea an consecutiv participă la barajul promovare-retrogradare, reușind să rămână în Liga Națională. În vara anului 2018 echipa a început să resimtă probleme financiare, neavând la dispoziție un buget pentru sezonul următor. Pe data de 26 august 2018, clubul a anunțat pe pagina sa oficială Facebook că „echipa de handbal feminin CSU Danubius Galați a devenit istorie” și că „va fi preluată integral de clubul municipalității, CSM Galați”. Între timp însă, handbalistele importante de la CSU Danubius Galați se transferaseră deja la alte echipe. Antrenorul principal al CSU Danubius din acel moment era Valeriu Costea.

## Echipa
Ultima componență cunoscută, cea de la turneul amical organizat de CSU Danubius Galați în Sala Sporturilor, între 10-11 august 2018, a fost următoarea:
| Portari - 01 Elena Șerban - 12 Emilia Anghel - 16 Roxana Caragea Extreme - 06 Cristina Clisu - 08 Denisa Șelever - 11 Cătălina Cioaric - 15 Lăcrămioara Cîlici - 17 Andreea Taivan Pivoți - 22 Raluca Tănasă - 23 Mădălina Conache - 88 Tamara Bokarić |  | Linia de 9 metri - 02 Ana Maria Gogu - 05 Cristina Marcu - 10 Daciana Balaban - 14 Alla Șeiko - 18 Iulia Artean - 55 Elena Livrinikj - 86 Andreea Pătuleanu - 99 Marija Gedroit |

## Transferuri
Transferurile realizate de CSU Danubius Galați înainte de momentul desființării:
Sosiri
- Lăcrămioara Cîlici
- Andreea Pătuleanu
- Marija Gedroit
- Cătălina Cioaric

Plecări
- Dajana Jovanovska
- Andrea Beleska
- Nicoleta Safta
- Andreea Mihart
- Andreea Pătuleanu
- Marija Gedroit
- Andreea Taivan

## Conducerea administrativă și tehnică
Ultima formulă cunoscută a conducerii administrative și tehnice, cea de la turneul amical din 10-11 august 2018:
| Nume                   | Naționalitate | Ocupație               |
| ---------------------- | ------------- | ---------------------- |
| Dan Pantea             | România       | Președinte             |
| Ghiocel Constantinescu | România       | Organizator competiții |
| Mircea Anton           | România       | Director tehnic        |
| Valeriu Costea         | România       | Antrenor               |
| Grigore Buture         | România       | Medic                  |
| Marian Anghel          | România       | Maseur                 |
| Marian Stan            | România       | Maseur                 |

## Marcatoare în competițiile europene
Conform Federației Europene de Handbal și Federației Române de Handbal:
| Sezon   | Competiție   | Poz. | Nume                 | Goluri |
| ------- | ------------ | ---- | -------------------- | ------ |
|         |              |      |                      |        |
| 2008-09 | Cupa Cupelor |      |                      |        |
| 2008-09 | Cupa Cupelor | 1    | Amelia Busuioceanu   | 29     |
| 2008-09 | Cupa Cupelor | 2    | Diana Druțu          | 28     |
| 2008-09 | Cupa Cupelor | 2    | Renata Ghionea       | 28     |
| 2008-09 | Cupa Cupelor | 2    | Georgiana Pătru      | 28     |
| 2008-09 | Cupa Cupelor | 3    | Cătălina Cioaric     | 14     |
| 2008-09 | Cupa Cupelor | 4    | Nicoleta Tudor       | 13     |
| 2008-09 | Cupa Cupelor | 5    | Iulia Artean         | 11     |
| 2008-09 | Cupa Cupelor | 6    | Maricica Trandafir   | 8      |
| 2008-09 | Cupa Cupelor | 7    | Carmen Gheorghe      | 7      |
| 2008-09 | Cupa Cupelor | 8    | Katalin Jenőfi       | 4      |
| 2008-09 | Cupa Cupelor | 9    | Raluca Dobca         | 2      |
|         |              |      |                      |        |
| 2009-10 | Cupa EHF     |      |                      |        |
| 2009-10 | Cupa EHF     | 1    | Cătălina Cioaric     | 10     |
| 2009-10 | Cupa EHF     | 2    | Amelia Busuioceanu   | 7      |
| 2009-10 | Cupa EHF     | 2    | Adriana Țăcălie      | 7      |
| 2009-10 | Cupa EHF     | 3    | Timea Tătar          | 5      |
| 2009-10 | Cupa EHF     | 4    | Tatiana Alifanova    | 2      |
| 2009-10 | Cupa EHF     | 4    | Daciana Curtean      | 2      |
| 2009-10 | Cupa EHF     | 4    | Ramona Iacob         | 2      |
| 2009-10 | Cupa EHF     | 4    | Nicoleta Tudor       | 2      |
|         |              |      |                      |        |
| 2011-12 | Cupa Cupelor |      |                      |        |
| 2011-12 | Cupa Cupelor | 1    | Alina Horjea         | 25     |
| 2011-12 | Cupa Cupelor | 2    | Nicoleta Tudor       | 20     |
| 2011-12 | Cupa Cupelor | 3    | Iulia Artean         | 14     |
| 2011-12 | Cupa Cupelor | 4    | Carmen Gheorghe      | 12     |
| 2011-12 | Cupa Cupelor | 4    | Renata Ghionea       | 12     |
| 2011-12 | Cupa Cupelor | 4    | Maricica Trandafir   | 12     |
| 2011-12 | Cupa Cupelor | 5    | Delia Mărginean      | 10     |
| 2011-12 | Cupa Cupelor | 6    | Cătălina Cioaric     | 9      |
| 2011-12 | Cupa Cupelor | 7    | Diana Druțu          | 8      |
| 2011-12 | Cupa Cupelor | 8    | Roxana Bodîrlău      | 5      |
| 2011-12 | Cupa Cupelor | 8    | Manuela Manda        | 5      |
| 2011-12 | Cupa Cupelor | 9    | Daciana Curtean      | 4      |
| 2011-12 | Cupa Cupelor | 10   | Elena Pavăl          | 1      |
|         |              |      |                      |        |
| 2012-13 | Cupa Cupelor |      |                      |        |
| 2012-13 | Cupa Cupelor | 1    | Irina Glibko         | 14     |
| 2012-13 | Cupa Cupelor | 2    | Daciana Curtean      | 7      |
| 2012-13 | Cupa Cupelor | 3    | Delia Mărginean      | 5      |
| 2012-13 | Cupa Cupelor | 4    | Iaroslava Burlacenko | 4      |
| 2012-13 | Cupa Cupelor | 5    | Carmen Gheorghe      | 3      |
| 2012-13 | Cupa Cupelor | 5    | Irina Lazarin        | 3      |
| 2012-13 | Cupa Cupelor | 5    | Iulia Zaremba        | 3      |
| 2012-13 | Cupa Cupelor | 6    | Mihaela Pătuleanu    | 2      |
| 2012-13 | Cupa Cupelor | 7    | Cătălina Cioaric     | 1      |

| Poz. | Nume                 | Goluri |
| ---- | -------------------- | ------ |
|      |                      |        |
| 1    | Renata Ghionea       | 40     |
| 2    | Amelia Busuioceanu   | 36     |
| 2    | Diana Druțu          | 36     |
| 3    | Cătălina Cioaric     | 34     |
| 4    | Georgiana Pătru      | 28     |
| 5    | Iulia Artean         | 25     |
| 5    | Alina Horjea         | 25     |
| 5    | Nicoleta Tudor       | 25     |
| 6    | Carmen Gheorghe      | 22     |
| 7    | Maricica Trandafir   | 20     |
| 8    | Delia Mărginean      | 15     |
| 9    | Irina Glibko         | 14     |
| 10   | Daciana Curtean      | 13     |
| 11   | Adriana Țăcălie      | 7      |
| 12   | Roxana Bodîrlău      | 5      |
| 12   | Manuela Manda        | 5      |
| 12   | Timea Tătar          | 5      |
| 13   | Iaroslava Burlacenko | 4      |
| 13   | Katalin Jenőfi       | 4      |
| 14   | Irina Lazarin        | 3      |
| 14   | Iulia Zaremba        | 3      |
| 15   | Tatiana Alifanova    | 2      |
| 15   | Raluca Dobca         | 2      |
| 15   | Ramona Iacob         | 2      |
| 15   | Mihaela Pătuleanu    | 2      |
| 16   | Elena Pavăl          | 1      |

## Marcatoare în competițiile naționale
| Sezon        | Nume | Goluri |
| ------------ | ---- | ------ |
|              |      |        |
| 2010-11      |      |        |
| Alina Horjea | 221  |        |
|              |      |        |
| 2011-12      |      |        |
| Diana Druțu  | 182  |        |
|              |      |        |
| 2012-13      |      |        |
| Irina Glibko | 177  |        |
|              |      |        |
| 2016-17      |      |        |
| Nataša Krnić | 85   |        |
|              |      |        |
| 2017-18      |      |        |
| Alla Șeiko   | 96   |        |

| Ediție            | Nume | Goluri |
| ----------------- | ---- | ------ |
|                   |      |        |
| 2010-11           |      |        |
| Alina Horjea      | 40   |        |
|                   |      |        |
| 2016-17           |      |        |
| Cosmina Cozma     | 7    |        |
|                   |      |        |
| 2017-18           |      |        |
| Dajana Jovanovska | 9    |        |

## Jucătoare notabile
- Gabriela Artene
- Mihaela Blaga
- Roxana Bodîrlău
- Zsanett Borbély
- Iaroslava Burlacenko
- Amelia Busuioceanu
- Cătălina Cioaric
- Diana Druțu
- Carmen Gheorghe
- Renata Ghionea
- Irina Glibko
- Alina Horjea
- Katalin Jenőfi
- Nataša Krnić
- Ionica Munteanu
- Lăcrămioara Pintilie
- Luminița Stroe
- Andreea Tâlvâc
- Adriana Țăcălie
- Nicoleta Tudor

## Antrenori notabili
- Cornel Bădulescu
- Constantin Cojocaru
- Liviu Paraschiv
- Alexandrina Soare